# 마르셀 사라쟁
마르셀 사라젱(프랑스어: Marcel Sarrazin, 1928년 ~ 1979년)은 코트디부아르의 화가이자 미용사요 재단사이다

## 활동
1961년 유네스코가 후원하고 국제조형예술협회 프랑스 위원회가 주최한 파리 세계청년화가대회에 코트디부아르 대표로 참가했다. 그는 나무판에 물로 그림을 그리고 콜라주를 했으며, 펠트에 인물화를 그리기도 했다. 금속의 끝을 빨갛게 달궈서 나무판에 초상화나 풍경화를 그리는 낙화술(烙畵術, pyrography)을 최초로 시도한 사람이기도 하다. 그는 코트디부아르 조형예술가협회 이사장을 역임했고, 1979년 그의 사망 후 그를 기념하여 코트디부아르에서 최고의 미용사에게 수여하는 사라쟁상이 만들어졌다.